# Taglio a sterzo
In selvicoltura il taglio a sterzo è un tipo di ceduazione che comporta il taglio di un terzo dei polloni per ogni turno. I cedui così trattati prendono il nome di cedui disetanei.

## Uso in selvicoltura
Nel taglio a sterzo vengono rimossi solo i polloni più vecchi e questo porta ad un minore esaurimento delle ceppaie limitando le morti per marciume di parte delle stesse come invece avviene di frequente nei cedui semplici. Dato che ogni ceppaia porta polloni di età diverse si può avere una produzione di assortimenti legnosi più varia rispetto a quella dei cedui comuni. L'asportazione di solo una parte del soprassuolo consente di mantenere una buona copertura arborea anche nell'immediatezza del taglio con conseguente migliore protezione del suolo rispetto al ceduo semplice, che invece lascia scoperto il terreno fino alla ricrescita dei polloni. Il taglio a sterzo non prevede di lasciare matricine perché la produzione di seme continua anche dopo il taglio da parte dei polloni superstiti. La principale caratteristica negativa consiste nel forte ombreggiamento a cui sono sottoposti i giovani polloni (e ancor più il novellame) che può limitare la rinnovazione sia gamica che agamica.

Il taglio a sterzo è stato impiegato soprattutto in boschi di faggio per la produzione di carbone (con turno di 10-12 anni) e, in misura minore, di castagno e leccio.

Questo tipo di trattamento del bosco è stato molto diffuso fino al secondo dopoguerra ma oggi è sempre meno applicato sia per l'abbandono delle zone montane che per il declino della produzione di carbone che, infine, per le conoscenze selvicolturali richieste al personale addetto al taglio. Attualmente il taglio a sterzo viene attuato soprattutto nelle aree protette.

## Impatto ambientale
Il taglio a sterzo non priva il suolo della copertura e la fauna dell'habitat e per questo è considerato più sostenibile rispetto alla ceduazione comune.